# Batalha de Adrianópolis (1913)
A Batalha de Adrianópolis ou Cerco de Adrianópolis foi uma batalha que ocorreu durante a Primeira Guerra dos Bálcãs, que teve início em meados de novembro de 1912 e terminou em 26 de março de 1913 com a tomada de Adrianópolis pelo Segundo Exército Búlgaro.
A vitória final do cerco militar foi considerada um enorme sucesso, porque as defesas da cidade foram cuidadosamente estudadas pelos principais especialistas alemães que foram apelidados de "invencíveis". O exército búlgaro, depois de apenas cinco dias de cerco e dois ataques à noite, tomou o reduto turco.
Os búlgaros foram comandados pelo general Nikola Ivanov. Sobre o setor oriental da fortaleza, quem comandou foi o General Georgi Vazov, irmão do famoso escritor búlgaro Ivan Vazov e General Vladimir Vazov.
Uma das primeiras utilizações de avião para bombardeio aconteceu durante o cerco: os búlgaros usavam granadas de mão e aeronaves para causar pânico entre os soldados turcos. Muitos jovens e profissionais búlgaros que participaram desta decisiva batalha da Primeira Guerra dos Bálcãs, mais tarde desempenharam um papel importante na política, cultura, comércio e indústria da Bulgária.
A batalha final constou de três ataques pela noite. Durante as duas primeiras noites, o primeiro e o segundo cinturão de fortificações externas foram capturados e, durante a terceira noite, a  fortaleza inteira foi tomada. Os soldados foram cobertos com tecidos brilhantes uniformes (para reduzir a visibilidade dos botões, por exemplo) e dos cavalos e seus cascos (para diminuir o ruído). Os vários exércitos que participaram do cerco foram colocados sob comando conjunto, criando o protótipo de uma frente. Foram feitas várias tentativas de perturbar os soldados otomanos como comunicações via rádio para isolá-los e desmoralizá-los.
Os búlgaros foram assim descritos por um correspondente britânico: "Uma nação com uma população inferior a cinco milhões e um orçamento militar de menos de dois milhões de libras por ano colocados no campo dentro de catorze dias de mobilização de um exército de 400.000 homens, e no decurso das quatro semanas que o exército se deslocou mais de 160 quilômetros em território hostil, capturou uma fortaleza e investigou outra, lutaram e ganharam duas grandes batalhas contra forças armadas de uma nação de vinte milhões de habitantes, e só parou às portas da capital da nação. Com exceção dos japoneses e Gurkhas, os búlgaros, sozinhos, foram para a batalha com a intenção de matar seu inimigo."
As unidades sérvias envolvidas estiveram sob comando do general (mais tarde voivoda, equivalente a marechal-de-campo) Stepa Stepanovic (duas divisões apoiaram algumas unidades) e artilharia pesada (38 canhões e obuses de 120 e 150 mm compradas do exército francês em 1908) porque faltava artilharia pesada para os búlgaros (apesar de serem bem fornecidos em campo com artilharia de 75 milímetros).
A perda de Edirne levou ao golpe final no exército otomano, levando ao fim a Primeira Guerra dos Bálcãs.